# 餓狼伝
『餓狼伝』（がろうでん）は、夢枕獏による日本の格闘小説。漫画化、映画化、テレビゲーム化もされている。2006年以降はタイトルを『新・餓狼伝』（しん・がろうでん）と改め、双葉社『小説推理』にて『東天の獅子』と交互に隔月で連載されている。なお『餓狼伝』と『新・餓狼伝』との間にはストーリーの中断はなく、直接の続編となっている。

## 小説
1985年、双葉社から新書にて書き下ろされたものを基点とする。「現代の宮本武蔵、姿三四郎を書く」のコンセプトの元、様々な格闘家の闘いを描き、同時に強さとは何か?を描くストーリーである。

### ストーリー
空手をはじめとする様々な格闘技を学ぶ流浪の格闘家、丹波文七を主人公とする本格格闘小説である。若手プロレスラーの梶原年男に敗北した丹波は、屈辱を晴らすために6年間（板垣恵介の漫画版では3年間）、自らを鍛え直しリベンジを誓う。そして丹波は激動し始めた格闘界の潮流に巻き込まれ、様々な強敵と戦っていくことになる。彼ら以外にも、フルコンタクト空手北辰館の館長・松尾象山や東洋プロレス社長・グレート巽ら最強を追い求める格闘家たちが登場する。
本作品では主に異種格闘技戦を扱っている。現実世界では、異なる競技をバックボーンとして持つ者が、総合格闘技の練習をしたのちに、同一のルールで戦うという意味での“異種格闘技戦”は行われているが、作中の異種格闘技戦はこれとは異なる。総合格闘技という概念を通さずに、異なる格闘技を学んだ者たちが、最小公倍数的なルールで戦う“異種格闘技”である。これらは、総合格闘技が確立する以前の、原作が始まった当時の格闘技観によるもの。しかし、当時の格闘技界では、空手なら空手、プロレスならプロレスとジャンル分けがされており、作中のような異種格闘技が行われるケースは稀であった。
現実にある格闘技やその潮流をモチーフにしているが、すべてフィクションである。

#### 第一巻
放浪中の少年、久保涼二は奈良公園でヤクザ者のサイフを掏ったが気付かれて捕らえられそうになるが、咄嗟に人ごみの中でぶつかった大柄な男のポケットに盗んだサイフを入れて窮地を脱した。その後、サイフを取り戻すために男を追った涼二だったが、ヤクザたちにつけられており、サイフを預けた男とともに再び窮地に陥る。しかし男は3人のヤクザを素手で簡単に叩きのめしてのけた。その強さに感動した涼二は、男の使った技を学ぶために後をつけ回すようになる。その男の名は丹波文七といった。
丹波文七が奈良にやってきたのは、竹宮流という古武術の使い手、泉宗一郎に挑戦するためであった。場所は道場ではなく雑木林の中、禁じ手もなく、ただどちらかが動けなくなるまで戦うという真剣勝負。激戦の中、宗一郎が股間を狙って放った踵蹴りをすんでのところで躱した文七は、からくも勝利を収めた。
文七には過去があった。最初は16歳のとき、同じ道場で空手を学んでいた友人が路上の喧嘩で惨殺されたことだ。しかしその時、逃げる代わりに相手に向かって行ったことがその後の文七の運命を決定づけた。その後、鍛錬と実戦を続けていた文七はある日、道場破りに入った新興団体東洋プロレスの練習場で、前座レスラー梶原年雄に関節技で敗れる。しかしこの敗北後、文七の強さへの執念はさらに増幅し、トレーニングの量を増やし、関節技の習得も志すようになる。それは梶原に対する復讐心ではなく、より強くなるためであったと自覚する文七ではあったが、6年後の今、梶原が海外巡業から戻ったというニュースに居ても立ってもいられなくなり、東京へ向かう。
一方、世界最大のフルコンタクト空手流派である北辰館にも動きがあった。文七と宗一郎の決闘に立ち会った姫川勉が、その戦いの様子を話して聞かせると、館長であり伝説的な空手家でもある松尾象山は嬉々として「その男を見てみたくなった」と言ったのだった。
文七はやがてジョギング中の梶原と会い、ふたりは山下公園において再戦する。しかし互角の戦いの中、文七の心にわき上がってきたのは虚無感であった。梶原との戦いはパトカーが通報を受けてやってきたため中断され、決着はつかなかったが文七は「強いとはどういうことなのか」という疑問を抱え込むことになるのだった。

#### 第二巻 - 第七巻
「強いとはどういうことなのか」という迷いを持ち暗中模索していた文七だったが、周囲の格闘技界は文七を中心に回り始めたようであった。まずは師、泉宗一郎敗北の報を聞いた藤巻十三が殺人容疑で指名手配中にもかかわらず姿を現し、竹宮流の最強を証明すべく文七に挑む。藤巻との決着はつかなかったが、その後文七は北辰館の実力者、堤城平と東洋プロレスのリングを借りて試合をすることになる。一方、東洋プロレスでは中堅レスラー長田弘が真剣勝負でのプロレスの強さを証明するため北辰館に挑戦状を叩き付け、松尾象山はそれに応えて北辰館の全国トーナメントのルールを改定、投げや関節技の使用を認め、様々な格闘技の使い手の出場を促した。
異種格闘技戦の趣となった北辰館トーナメントでは、長田が苦戦しつつも勝ち上がる一方、松尾象山の懐刀と言われる姫川勉が超人的な強さを発揮して勝ち進む。決勝で相見えた2人の戦いは、圧倒的な姫川の攻撃をかいくぐって左肘の靭帯を破壊することに成功した長田の勝ちに思われたが、姫川は片腕を破壊されながらもなお戦い続け、長田を倒す。北辰館トーナメントを制したのは姫川勉であった。直後、姫川に因縁を持つ藤巻十三が乱入し戦いを挑むも、激戦の末に敗れる。

#### 第七巻 - 第十巻
新しい格闘の潮流は日本だけに渦巻いているのではなかった。まず泉宗一郎が襲われ、右目を潰され敗北。次には松尾象山が謎の男に挑戦され、割って入ったレスラー伊達潮雄が重傷を負った。そして山中で技を磨いていた姫川の前にも刺客が現れ、付き人の加藤が倒された。敵の正体は葵三兄弟、絶えたと信じられていた古武術葵流をアメリカで秘密裏に受け継いできた男たちが、先代伝承者の死とともに表舞台への復活を望んで日本に渡ってきたのだ。
一方、文七の前にはかつて拳を交え、共闘したこともある柔道家、梅川丈次が現れた。梅川は、葵流が表舞台に現れた理由は葵流の先代伝承者、葵左門を自分が新たに習得した技で破ったからだと語った。梅川が習得した新技術はブラジリアン柔術で、それは当時の大半の格闘家にとって未知の技であった。同じころ、ブラジルからガルシーア柔術の総帥、ホセ・ラモス・ガルシーアが来日した。松尾象山はこの状況を「空手が試される」と表現し、格闘技にとっての新たな時代の幕開けを予言した。
血気にはやる格闘家たちの思いを汲むかのように、ふたつの小規模なトーナメントが開催された。まずは東洋プロレス主催のトーナメントだが、出場者は梅川丈二、東洋プロレスの実力派レスラー風間浩二、北辰館の前年のトーナメント優勝者である立脇如水、そして葵三兄弟の長兄にして伝承者である葵文吾であった。梅川は風間の奇襲で窮地に陥るも脱出し、マウントポジションからの絞め技で勝利する。しかし文吾も立脇をマウントポジションからの打撃で倒し、葵流の底知れなさを見せつける。2人の決勝戦は実力伯仲であったが、やがて危険な技の応酬が繰り広げられる格闘技の試合を逸脱した展開になり、試合中止となる。
時をおいて行われた北辰館の小規模トーナメントでは、まず文七と梶原が相まみえた。再び実現した因縁の対決であったが、真剣勝負にこだわって成長してきた文七は、すでに目突き、金的蹴りすらも想定した殺人技術の集大成たる武術に目覚めており、文明的なルールに心が縛られた梶原では相手にならなかった。だが文七は試合中、梶原にその片鱗をわざと見せることで、梶原を同じステージに上らせようとする。試合終了後、「俺も行くぞ、俺も行く」この敗北から梶原もまた、文七と同じステージに上ることを決意していた。次の試合では姫川が葵三兄弟の三男、葵飛丸を捨て身の作戦で倒し、勝ち上がる。決勝戦は文七と姫川の対戦になったが、試合前の文七の控え室に予期せぬ乱入者があった。梅川戦で受けた傷も癒えぬままの葵文吾であった。
文七と文吾の控え室での闘いは凄惨を極めた。歯が砕け、骨が折れる血みどろの戦いを制したのは文七であった。しかし大ダメージを負っていたにもかかわらず、極度の興奮状態にあった文七は控え室を出て、対姫川戦のリングに上がる。姫川は文七が普段の調子ではないことに気づいているようだが、一切手を抜かず文七を圧倒。そのさなか、姫川がふと見せた笑顔に文七は心の底からの恐怖を覚え失禁、あまつさえ脱糞に至るがそこで意識を取り戻した葵文吾が乱入しようとし、試合は中断される。試合自体はノーコンテストとなったが完敗を自覚した文七は抜け殻のようになり、失踪する。

#### 第十一巻 - 第十三巻
尾張徳川家を源とする葵流が表舞台に蘇ったことに呼応するかのように、皇室直属といわれる伝説の武術、須玖根流の名前が語られ始めた。マカコ（猿）と名乗るブラジル人がその情報を探しているという。松尾象山によると、ブラジリアン柔術の創始者、前田光世の死には須玖根流が関係しているという。また、松尾象山が海外放浪中にブラジリアン柔術ガルシーア流の前総帥ガスタオン・ガルシーアを倒していること、巽の手引きで力王山と戦い勝利したこと、そして正体不明の武術を使う磯村露風という男に因縁があることなどが語られる。
一方そのころ、大阪に流れ着いた文七は精神不安定になっており、路上でからんできた高校生数人を全力でぶちのめした挙げ句、さらにあてどもなく旅を続けて和歌山県の南端に至った。ところが偶然にも、文七はかつて戦った居合い抜きの達人、土方元と再会する。その場の流れで少しの間、行動を共にしていた文七だったがあるとき、土方は何者かと戦って腕を折られる。剣の達人である土方が敗北したことに驚愕した文七だが、その相手が近所のおでん屋の親爺とわかりさらに驚愕する。好奇心を抑えきれずにおでん屋に駆けつける文七。その親爺は、姫川源三と名乗った。

#### 新・餓狼伝第一巻 -
姫川源三が姫川勉の父で、須玖根流の秘伝書を持っているらしいことがまことしやかに語られる中、文七はいつしか戦うことへの欲望を取り戻していた。姫川源三と戦いたい。しかし文七の次なる相手は、東洋プロレスとの集客合戦に敗れて倒産した東海プロレスの元社長、「世界の大巨人」カイザー武藤であった。2月26日、日本武道館にて行われるバーリトゥード・チャレンジの第5試合である。また、その直前の第4試合では東洋プロレスの長田と元東海プロレスのナンバー2、関根が対戦。さらに、最終試合である第6試合ではグレート巽と堤城平が激突する。

#### 秘編 青狼の拳
本編の約5年半前の物語。梶原に敗北したばかりの文七は関節技を習得するためサンボの使い手、河野勇のもとを訪れる。しかし梅川丈次が文七の前に現れ、河野を倒すのは自分だと主張する。誤解の解けぬままふたりは路上で戦いを始めるが、邪魔が入り中断、因縁を残すが、後に河野の経営する店を地上げしている暴力団とその用心棒、土方元に対して共闘することになる。

### 登場人物
声はNetfilx版。
丹波文七（たんば ぶんしち）
声 - 稲田徹
本編主人公。31歳。強い相手を求めて日本全国を放浪している。空手を主体とし、キックボクシングやムエタイの打撃技も習得しているが、25歳の時にプロレスラーに敗北して以来サンボ、古武術などの関節技も貪欲に吸収するようになった。負けることも迷うこともあり、時には将来のことを考えて不安を覚えもするが、それでも気づくと戦いに戻っているという性格。やがて真剣勝負というものの意味を深く考えるようになり、目など急所を狙った攻撃も解禁する。かつては日雇い労働などをして収入を得ていたが、格闘家として人気が出、ファイトマネーで生計を立てられるようになった模様。
久保涼二（くぼ りょうじ）
声 - 鈴木崚汰
高校入学第一日目に他の生徒を殴って停学となり、その後スリなどをして資金を稼ぎつつ放浪している美少年。家出人として捜索などはされていない模様。天性の運動神経を持ち、空手も習っていたが寸止めを始めとするルールのある戦いは実践的ではないという理由で中断していた。ひょんなことから丹波文七と出会い、一方的に弟子入り志願する。その後、北辰館に入門、青龍寮という寄宿舎に入って空手漬けの毎日を送っている。同じ北辰館の成川秀次がライバル。

#### 竹宮流
泉宗一郎（いずみ そういちろう）
声 - 玄田哲章
40歳を過ぎながらもまだまだ現役の古武術家。「狛犬のような男」と形容される。文七と戦って敗れているが、より大柄な文七との体重差さえ無ければ蹴りで致命傷を負わせて、勝利していた可能性もあったほどの実力者。負けて重傷を負わされたものの、文七の強さと彼が手加減をしなかったことが気に入ったようで、竹宮流の技を教えるようになる。北辰館とも交流があり、これまでに館長の松尾象山や姫川勉を始め複数の空手家に竹宮流を教えている。
藤巻十三（ふじまき じゅうぞう）
声 - 竹内良太
北海道出身、30歳。目の前で強盗に母親を陵辱され、さらに両親を殺害されたことをきっかけに高校卒業直後に奈良に来て、泉宗一郎に弟子入りした。7年間にわたって竹宮流を習っていたが宗一郎の娘の冴子が強盗に凌辱された現場に出くわし、逆上。強盗を投げ技で殺害して姿を消し、以後指名手配されていた。逃亡中だったが、宗一郎が文七に敗れたことを知り再び宗一郎の前に姿を現した。師の仇である文七のみならず、以前に竹宮流を習った北辰館空手の選手たちも敵視しており、闇討ちを敢行する。姫川が泉冴子と男女の関係にあることを知ってからはさらに敵意を燃やし、北辰館トーナメントに乱入して姫川と対戦するが、敗北。その直後に逮捕される。宗一郎は藤巻が釈放された後には竹宮流の跡目を譲る予定である。
泉冴子（いずみ さえこ）
声 - 遠藤綾
宗一郎のひとり娘。20歳。14歳の時、家に押し入った強盗に強姦された過去を持つ。竹宮流を学ぶため派遣されていた姫川と男女の関係になり、その後姫川を追って上京。一時期北辰館の世話になっていたが、すぐに自分で仕事を見つけ独立した。竹宮流は習っていない模様。
泉重介（いずみ じゅうすけ）
宗一郎の父。すでに故人。松尾象山に竹宮流の手ほどきをした。

#### 北辰会館
松尾象山（まつお しょうざん）
声 - 西凛太朗
伝説的な空手家にして、世界最大のフルコンタクト空手北辰館の館長。年齢は50代の前半。よく「太い男」と形容される。現役を引退してしばらく経営に携わってきたが、文七の出現と同時期に現役復帰を表明する。目標は、何でもありの異種格闘技戦を主催し、その中で空手の最強を証明することと楽しい喧嘩を満喫すること。突きや蹴りなどの空手の技は超人的な威力を誇るが、関節技など他の技術も習得している。
モデルは実在の空手家の大山倍達。
姫川勉（ひめかわ つとむ）
声 - 武内駿輔
28歳。長身、容姿端麗にして頭脳明晰、母方の実家は日本有数の大企業東製薬のオーナーという恵まれた境遇にある男。かつて松尾象山に挑戦して片腕を折られるが負けを認めず、象山に勝つチャンスを得るため北辰館の所属となる。普段は象山の秘書のような役割を勤めており、北辰館の段位も持っていないが、その実力は象山に「おめえとおれが本気でやりあったら殺し合いになっちまう」と言われるほど。秘伝菊式編では、謎の古武術須玖根流の技を知っていることが判明した。
富田賢吾（とみた けんご）、水野治（みずの おさむ）、倉沢守次（くらさわ もりつぐ）、林葉直人（はやしば なおと）
それぞれ北辰館の実力者だが、藤巻十三と立ち会って敗れている。藤巻は彼らが誰一人として逃げずに闘いを挑んだことを「さすが北辰館」と後に褒め称えている。
成川秀次（なりかわ しゅうじ）
林葉直人の弟子で、北辰館期待の若手選手。久保涼二の好敵手。来たる北辰館全国トーナメントでは台風の目になるかと予想されていたが、道場にやってきた東洋プロレスの長田との試合で重傷を負い、出場見送りとなる。
堤城平（つつみ じょうへい）
北辰館の三段。花巻出身。167センチと小柄ながらも爆発的なラッシュ力を持つ実力者で、関節技にも長けている。空手の実力自体は全国最強クラスとされるが、ペース配分など意に介さず常に全力で戦うため、北辰館全国トーナメントでは一度ベスト4に入った以外はベスト8止まり。前年の北辰館全国トーナメントでは準決勝で工藤建介に判定で敗れている。文七と熱戦を演じ、竹宮流・虎王の前に敗れ再起不能もささやかれていたが、その後さらなるトレーニングを積み復活。菊式編のバーリトゥード・チャレンジでは東洋プロレスの総帥、グレート巽と対戦する。
工藤建介（くどう けんすけ）
北辰館トーナメント前年度の準優勝者。ヒグマに形容される大型選手。その圧倒的な攻撃力は、相手のガードの上から致命傷を与えるほど。準決勝で長田を追いつめるが、竹宮流・雛落としの前に敗れる。
立脇如水（たてわき にょすい）
北辰館トーナメント前年度の優勝者。高校までは柔道をやっており、オリンピックも狙える逸材とされていたが松尾象山と立ち会って負けたことを機に北辰館に入門。トーナメントのルールが改定され、投げ・関節技がありとなったことに不満を表明して出場を辞退したが、決勝戦の後に乱入してきた藤巻十三と対戦することになる。しかし藤巻がわざと腕を取らせて折らせたことにより試合放棄。後日、バーリトゥードのルールで葵文吾と戦って敗れ、空手に転向して以来初めて本格的な挫折を知る。
伊達潮男（だて うしお）
44歳。「斑牛（まだらうし）の伊達」の異名を取るベテランプロレスラー。かつてはシーズン毎の契約選手として東洋プロレスのリングに上がっていたが、松尾象山の付き人的存在になっている。19年前、道場破りに来た象山に完膚なきまでに叩きのめされている。初期の名前は潮雄だった。
モデルとなった人物は上田馬之助だろうと推測されている。

#### 東洋プロレス
グレート巽（グレートたつみ）
本名巽真（たつみ まこと）、39歳。東洋プロレスの社長にしてメインイベンター。一挙手一投足に人を引き付ける魅力とカリスマ性がある男。作中における松尾象山と並ぶ最強候補の一角で、伊達によれば単純な実力なら松尾象山の方が上だが、完全ノールールの殺し合いならどちらが勝つかわからないと言われる。日本生まれだが少年時代に家族ぐるみでブラジルに移民、陸上競技をやっていた際に巡業に来ていた力王山たちと出会い、プロレス入りする。かつてアメリカの地下リングで友人リチャード・ダグラスを殺しており、それ以来「真剣勝負」という言葉には敏感になっている。バーリトゥード・ルールで行われる堤城平との試合では「グレート巽」ではなく本名の「巽真」でエントリーされている。
モデルはプロレスラーのアントニオ猪木。
川辺（かわべ）
東洋プロレスの元選手、元鬼コーチ。6年前、文七が道場破りに来た時に梶原と文七との試合を取りもった。後に外国人レスラー担当としてオフィス勤務をするようになり、時にレフェリーや試合の解説者にもなるらしい。梶原へのリベンジに燃える文七をいさめようとして指を折られる。かつて力王山の中央プロレスに所属しており、ブラジル巡業中に入門前の巽とストリート・ファイトを演じている。
モデルとなった人物は山本小鉄だろうと推測されている。
梶原年男（かじわら としお）
東洋プロレスの中堅レスラー。30歳。6年前に道場破りに来た文七を倒しているが、当時は同門の長田の腕を折ってしまったことがトラウマになっており、文七を完全に極めることができなかった。北辰館で黒帯を取っており蹴り技に長けている他、超人的に打たれ強く、岩に包んだ生ゴムのような筋肉をしていると言われる。文七と3度目の対戦で敗北を喫するが、他の相手には負け知らずの実力者である。
モデルとなった人物は前田日明だろうと推測されている。
長田弘（ながた ひろし）
梶原の同期の中堅レスラー。31歳。風体が文七によく似ており、文七が梶原を凶器で襲撃した際に「実はあれは長田だった」という偽装工作をするためカナダのカルガリーからはるばる呼び戻された。かつて梶原に関節を折られている。真剣勝負におけるプロレスの強さを強く信じており、それを証明するため北辰館に挑戦状を叩き付けた。北辰館トーナメントでは藤巻から習った竹宮流も使用しつつ善戦し、姫川に敗れはしたものの準優勝を飾っている。
モデルとなった人物は平田淳嗣だろうと推測されている。
狂犬（クレイジードッグ）
気性の荒いアメリカの白人レスラー。2メートル近い大型選手。文七と梶原の再戦を妨害するため文七に襲いかかろうとする。同じく文七を狙っていた北辰館の空手家、鶴見の鼻の穴に指を深々と突き入れて屠るも、そのあと姫川に一撃で倒される。
風間浩二（かざま こうじ）
24歳。血気盛んな若手レスラー。才能に恵まれ、大変な努力家らしいが作中では噛ませ犬的な役割が多い。

#### 葵流
葵左門（あおい さもん）
フィラデルフィア在住の日系アメリカ人。表向きは空手道場の雇われ師範だが、その正体は絶えたと言われていた古武術、葵流の第二十代師範。3人の息子を鍛え上げ、本人も鍛錬を欠かさなかったが、葵流の存在は常に隠してきた。しかし愛人の治療費を捻出するために金が必要となり、闇のリングに上がる決意をする。そこで対戦した梅川丈次に敗北した後、長男である文吾に葵流を託して果てる。梅川によると没年齢は56歳だが、息子の飛丸によると58歳。
葵文吾（あおい ぶんご）
葵家の長男にして、第二十一代の葵流師範。29歳。職業はバーテンダーだが、葵流最強の使い手。実父である左門を戦いの末殺害し、葵流を継承。そして葵流の最強を証明するため、兄弟揃って表舞台での格闘技試合などに参加することにした。手を鍛え抜いており、想像を絶する握力と指の強さを誇る。三兄弟の中で最も強さに対するこだわりが強く、泉宗一郎を襲った時には平然と右目に指を突き入れて潰している。また執念深く、試合前の文七を控え室で襲って返り討ちに遭ったが、その後意識を取り戻して文七をリングまで追いかけて再戦を挑んだほどである。
葵密丸（あおい みつまる）
葵家次男。26歳。日本料理店勤務。18歳の時に葵流の修行を辞めたかったが辞められず、迷いを残したまま今にいたる。そのせいか精神的に弱く、伊達潮男を倒した時も序盤に一度手加減をしている。
葵飛丸（あおい とびまる）
24歳。葵家の三男。スポーツジムのインストラクターとして働く、三兄弟随一の巨漢。ベンチプレスで290キロを上げるほどの怪力の持ち主。姫川の捨て身の作戦にはまって一瞬で敗れたが、それは姫川が飛丸とまともに戦いたくなかったため策を弄したのだと説明されている。

#### ブラジリアン柔術関係者
梅川丈次（うめかわ じょうじ）
放浪の柔道家。かつて文七とともに土方元と戦った。その後最強の武術を求め、台湾で中国拳法を習得しようとし、アメリカでは元ムエタイ選手のブンカートからムエタイを学び、その後ブラジルでガルーシア柔術（ブラジリアン柔術）の修行に励んでいた。ガルシーア柔術から学んだ技で葵左門を倒す。アメリカで開催される8人トーナメントの出場権を得るため日本に帰国、文七に接近する。かつて文七に敗れているのでリベンジの意思もある。ホセ・ラモス・ガルシーアに闘いを挑むが敗北、その後文七に「ホセを倒すにはまだ早い」とアドバイスを残し行方を眩ます。
ホセ・ラモス・ガルシーア
バーリ・トゥードの試合で400戦無敗を誇るブラジリアン柔術のチャンピオン。少年時代に父ガスタオン・ガルシーアが松尾象山に敗北する様を目の前で見ており、打倒象山に向けて静かな炎を燃やしている。前田光世暗殺犯の使った武術がガルーシア柔術にとって脅威になるのを恐れ、須玖根流の奥伝書の行方を追っている。
ガスタオン・ガルシーア
先代のガルシーア・ジュージュツ・アカデミー道場主。道場破りに来た象山に、前傾タックルの体勢からのハイキックという異様な技を受け、その後の攻防で鎖骨を粉砕され敗れている。
マカコ
ポルトガル語で「猿」という意味の名を名乗る謎の男。本名はエウジェニオ・シウバ。ルタ・リブレの使い手で、底知れぬ実力の持ち主。姫川曰くルタ・リブレとガルシーア柔術は敵対関係にあるらしいが、マカコ本人はその話題に関してのコメントを避けている。須玖根流の奥伝書を手に入れようとしている人物の1人で、須玖根流のリオウ、タンスイという技の情報を求め、姫川の周囲をかぎまわっている。日本語は堪能。

#### 旧中央プロレス
力王山（りきおうざん）
日本プロレスの父と言われる伝説的なプロレスラー。巽をブラジルでスカウトした張本人だが、巽の仕掛けで松尾象山と路上で戦うことになる。激戦の末に敗北し重傷を負うも、半年後に復帰。その7年後に癌で死去。
モデルとなった人物は力道山だろうと推測されている。

#### 旧東海プロレス
カイザー武藤（カイザーむとう）
身長209センチの超大型レスラー。46歳。元中央プロレスのメインイベンターで、巽の先輩に当たる。新団体である東海プロレスを興したが倒産、全財産を処分したあとに残った1億円の借金を返すため巽に年間4試合の契約を持ちかけ、雇われる。第1戦の相手であるボクサーのキング・デンプシーに勝利し、「真剣勝負は一分で勝ってしまってもいいのだから楽」と語った。第2戦で文七と対戦し、最後の第4戦は巽と戦う予定になっている。初期の設定では元大相撲の小結だったが、後に元バスケットボールの選手と設定変更される。総合格闘技のルールであってもプロレスのスタイルを通し、それでなお相手を圧倒してしまうほどの試合巧者。通常より長い手足と長身のため、関節技のセオリーが通じず、打撃を受けても巧みな受身でダメージをほとんど受けない。観客を魅了するスター性と相手を自分のペースに引き入れてしまう老獪さを併せ持つが、獰猛な獣性をも内に秘めている。
関根音（せきね おん）
29歳。元フリースタイルレスリングの選手。旧東海プロレスナンバー2の実力派レスラーだったが、ふとしたことから謎の男、磯村露風と行動を共にすることになる。カイザー武藤とも戦いたがっている。
西村一（にしむら はじめ）
26歳。大学の先輩であった関根を慕ってプロレス入りした。関根とともに磯村について行く。

#### その他の登場人物
河野勇（こうの いさむ）
日本記録を次々と塗り替えるほどの柔道選手だったが、サンボに負けてサンビストになる。梶原に負けた直後の文七に関節技の手ほどきをした。妻は梅川丈次の妹である秋子。
土方元（ひじかた げん）
暴力団に雇われていることの多い、居合い抜きの達人。冷酷非情で、相手の手首を切り落とすくらいのことは平然とやってのける。外伝的作品『青狼の拳』では文七を苦しめた。のちに本編にも登場するが、文七との間に奇妙な親近感が芽生えている。
アーニー・カスティリオーネ
かつて巽も戦ったニューヨークの地下リングを主催していたマフィアのボス。リングを表舞台に引き上げ、全世界から選手を募っている。
キャサリン・カーランド
巽のアメリカ遠征時代の恋人。巽には内緒で売春を行っていた。巽の帰国後に葵左門の愛人となる。葵三兄弟にとっては家庭を崩壊させた張本人だったが、35歳の時に胃癌で死去。いまわの際に巽の名前を呼んだが、葵文吾はあえて巽には伝えていない。
リチャード・ダグラス
酒場でのトラブルがきっかけで巽と知り合った黒人バンサー（用心棒）。元ボクサーで、拳を痛めて引退してからは北辰館で空手を学んでいた。地下リング出場権のためにレスラーを1人殺している。その後、地下リングでの巽との死闘で命を落とす。
ジム・ヘンダーソン
相手のガードも反撃も意に介さず、ただひたすら殴り続けるという独特のスタイルを持つ黒人格闘家。堤城平に負けて磯村に引き取られる。
磯村露風（いそむら ろふう）
謎の武術の使い手。松尾象山に貸しがあるらしく、引き抜いた関根、西村、そしてジム・ヘンダーソンとともに北辰館の道場を訪れる。関根たちには試合では使えないような技を教えている模様。経歴や象山との関係は謎に包まれており、外伝で詳細が明かされるとあとがきで触れられている。
隅田元丸（すみだ もとまる）
28歳。柔道界の異端児と呼ばれ、寝技になみなみならぬ執着心を持っている。寝技研究会なるものも主催しているが、弟子たちがマカコに一蹴されたことを機に闘志を燃やす。
宇田川論平（うだがわ ろんぺい）
須玖根流について調査しているルポライター。長身で肝が据わっているが、格闘技の心得はない模様。須玖根流の秘伝書に「ある価値」があることを知り、秘伝書を捜索している。
姫川源三（ひめかわ げんぞう）
和歌山県の南端にあるおでん屋の店主で、姫川勉の父親であり、何らかの格闘技の使い手であり、相当な実力者であることもわかっているがその正体は謎に包まれている。かつては日本有数の大企業、東製薬の入り婿であり、東製薬から須玖根流の秘伝書を持ち出したと推測されている。

### 単行本
『新・餓狼伝』はタイトルこそ『新・〜』と改められているが、『餓狼伝』第13巻の続きであり、実質的に『餓狼伝』第14巻以降に相当する。
単行本各巻のカバーイラストは、新書版・文庫版ともに初期から一貫して天野喜孝が担当していたが、2009年春ごろからカバーデザインを一新。現行の書籍では全て寺田克也によるカバーイラストに差し替えられている（新書版と文庫版は共通デザインに変更）。
本編
1. 餓狼伝 I （1985年07月20日）ISBN 4-575-00116-3
2. 餓狼伝 II （1986年10月10日）ISBN 4-575-00156-2
3. 餓狼伝 III （1988年03月18日）ISBN 4-575-00230-5
4. 餓狼伝 IV （1989年10月02日）ISBN 4-575-00299-2
5. 餓狼伝 V （1993年01月28日）ISBN 4-575-00426-X
6. 餓狼伝 VI （1995年03月28日）ISBN 4-575-00501-0
7. 餓狼伝 VII （1995年11月27日）ISBN 4-575-00529-0
8. 餓狼伝 VIII （1996年07月19日）ISBN 4-575-00549-5
9. 餓狼伝 IX （1997年04月18日）ISBN 4-575-00571-1
10. 餓狼伝 X （1998年02月20日）ISBN 4-575-00612-2
11. 餓狼伝 XI （1999年02月12日）ISBN 4-575-00654-8
12. 餓狼伝 XII （2001年03月05日）ISBN 4-575-00692-0
13. 餓狼伝 XIII （2003年03月04日）ISBN 4-575-00724-2
14. 新・餓狼伝 巻ノ一 秘伝菊式編 （2006年12月12日発売） ISBN 4-575-00759-5
15. 新・餓狼伝 巻ノ二 拳神皇帝編 （2011年9月21日発売） ISBN 978-4-575-00785-5
16. 新・餓狼伝 巻ノ三 武神伝説編 （2016年4月20日発売） ISBN 978-4-575-00798-5
17. 新・餓狼伝 巻ノ四 闘人市場編 （2018年7月18日発売） ISBN 978-4-575-00804-3
18. 新・餓狼伝 巻ノ五 魔拳降臨編 （2020年10月15日発売） ISBN 978-4-575-00809-8
19. 新・餓狼伝 巻ノ六 変幻鬼骨編 （2025年7月25日発売） ISBN 978-4-575-00814-2

外伝
餓狼伝 秘篇・青狼の拳　（1987年12月10日）
合本
『新・餓狼伝』シリーズ刊行開始を記念して、『餓狼伝』と『青狼の拳―餓狼伝・秘篇』を合本してノベルス判で全4巻を刊行したもの。
1. 餓狼伝 the Bound Volume.1 （餓狼伝 I／餓狼伝 II／餓狼伝 III／秘篇・青狼の拳）
2. 餓狼伝 the Bound Volume.2 （餓狼伝 IV／餓狼伝 V／餓狼伝 VI／餓狼伝 VII）
3. 餓狼伝 the Bound Volume.3 （餓狼伝 VIII／餓狼伝 IX／餓狼伝 X）
4. 餓狼伝 the Bound Volume.4 （餓狼伝 XI／餓狼伝 XII／餓狼伝 XIII／登場人物一覧と正史年表[2]）

## 漫画版

### 谷口ジロー版
谷口ジローの作画。

朝日ソノラマの小説誌『獅子王』の1989年2月号から1990年4月号にかけて連載され、全1巻の単行本にまとめられた。原作小説の第1巻をほぼ忠実に漫画化しているが、ラストシーンでは原作と違い、文七が梶原に勝利して幕切れとなる。文庫版では板垣恵介が後書きを寄せた。
書籍情報
- 『餓狼伝』 原作：夢枕獏、作画：谷口ジロー、朝日ソノラマ、1990年6月刊行、ISBN 4-257-90112-8
- 『餓狼伝 新装版』 原作：夢枕獏、作画：谷口ジロー、朝日ソノラマ、1994年10月刊行、ISBN 4-257-90222-1
- 『餓狼伝』（文庫版） 原作：夢枕獏、作画：谷口ジロー、メディアファクトリー〈MF文庫〉、2005年11月刊行、ISBN 978-4-840-11447-9

### 板垣恵介版
板垣恵介の作画。

基本的なストーリーや登場人物の性格・設定はおおむね原作に沿って描かれているが、オリジナルキャラクターの登場や北辰会館トーナメントの展開など大胆な改変が行われている。長期にわたって連載されているが掲載雑誌の廃刊・休刊などにより、しばしば休止されている。
連載履歴
1. 1996年よりスコラ『コミックバーズ』にて連載開始。
2. 1999年のスコラの倒産に伴い、講談社『ヤングマガジンアッパーズ』に移籍。単行本はスコラSC版が既刊5巻。第6巻以降はアッパーズKC版となるとともに、第1 - 5巻まで新装版を刊行。
3. 2001年に講談社よりコンビニコミック版の総集編「慟哭地下格闘編」を発売。巽の地下プロレスへの参入からサクラとの決着までが収録され、1ページ分の描き下ろしがある。
4. 2003年12月2日より講談社『週刊少年マガジン』にて『餓狼伝BOY』連載のため、『餓狼伝』の連載を一時休載。
5. 2004年8月3日の『餓狼伝BOY』連載終了に伴い、『ヤングマガジンアッパーズ』誌上で『餓狼伝』の連載を再開。
6. 2004年10月19日の『ヤングマガジンアッパーズ』休刊に伴い連載を一時休止。
7. 2005年2月8日に掲載誌を講談社『イブニング』に移し、連載を再開。単行本はアッパーズKC版が既刊15巻。第16巻以降はイブニングKC版となる（15巻までの再版はない）。
8. 2010年に同10月12日発売号をもって再び休載となった。
9. 2011年3月31日に秋田書店『週刊少年チャンピオン』18号に第1話、翌週発売の19号に第2話を掲載。単行本はイブニングKC版が最終25巻。第26巻以降は少年チャンピオン・コミックス版となるとともに、第1 - 25巻まで新装版を刊行。

#### 主な登場人物
これらの説明は板垣恵介の漫画版での設定であり、原作とは大きくキャラクターが異なる場合がある。
丹波文七（たんば ぶんしち）
身長182センチメートル 体重104キログラム
主人公。特定の流派・道場に属さず、ひたすら実践的な強さのみを追い求める在野の格闘家。空手をベースとしつつも竹宮流を初めとして様々な他流他派の技法を習得し、古武術やプロレス技、果ては反則技（主に野試合で用いる）にも通じている。落ち着いた青年として描かれていた原作に比べて若干若く設定されており、血気盛んな部分が強調されている。髪型は側頭部を剃っており、側頭部は白くなっていたが連載再開後は側頭部も黒髪に変わっていた。道場主・プロの格闘家として生計を立てている他の多くの登場人物と違い、普段は警備員などで生活費を稼いでいる。
青年時代、弟子の久保涼二と共にあらゆる格闘技団体に道場破りを繰り返していたが、FAWに道場破りをかけた際に梶原と相対、プロレスラーの力量を侮り敗北を喫した。それ以来自らの肉体を一から鍛えなおし、3年後にFAWのリングに乱入し梶原を打倒しリベンジを果たす。梶原との再戦に先がけて竹宮流柔術の泉宗一郎とも立会い勝利を収めており、竹宮流の食客として虎王を伝授されている。この一件以来、北辰会館館長・松尾象山、FAW社長・グレート巽など格闘界の重鎮に興味を持たれ、空手対プロレスという抗争の渦中に巻き込まれる形でFAW主催の異種格闘技大会に出場する。同大会では街頭での喧嘩沙汰で偶然目撃した北辰会館流の堤城平と対決、二度のダウンを奪われる激しい乱打戦の末に竹宮流奥義・虎王によって逆転勝利を得た。また藤巻十三とも公園で一戦を交えているが、これは引き分けに終わっている（しかし、文七曰く「あのまま続けていて勝てたとは到底思えない」との台詞から藤巻の実力の高さがうかがえる）。
連載の序盤から中盤では主人公として数多くの戦いを繰り広げて物語を牽引したが、連載中盤から始まった北辰会館トーナメントでは城平戦での傷が癒えていない中での開催であったことから泉宗一郎・久保涼二と共に観戦。トーナメント終了後は再び物語の中心に戻り、トーナメントで活躍した長田弘・片岡輝夫・鞍馬彦一らに実戦の戦いを仕掛けて回っている。
得意、使用技
- チキン・ウィング・フェイスロック（板垣版では違う技を使っている）
- 正拳突き
- 虎王

久保涼二（くぼ りょうじ）
身長175センチメートル 体重67キログラム
丹波の押しかけ弟子で、彼の行くところ何処にでもついていく。丹波が修行で姿をくらましていた間は北辰会館に預けられていた。ただし、丹波を師としているため、北辰会館には入門していない。丹波を「オッサン」と呼び慕う。
サクラ
身長210センチメートル（推定） 体重153キログラム（推定）
オリジナルキャラクター。あだ名は「泣き虫（クライベイビー）サクラ」。1980年時、裏のプロレス界で最強を誇っており、当時、真剣勝負を信条としていた巽と対峙することになる。15歳の時、ある出来事から精神に異常をきたした母親の手によって失明している。精神は最後まで戻ることはなかったがそれでも母への愛は止まず、強き姿を見せるため、母が死去するまで眼前においてトレーニングをし続けた結果、並外れた身体能力を手にした。視力は無いが、驚異的な聴覚・嗅覚と、卓越した洞察力によって「視えて」おり、触ることで相手の身体を見極めることができる。
常人の20倍のカロリーを消費し、他人の20倍の排泄をし続ける、規格外の人間。だが、涙腺が無いことから「泣く」ことだけが出来ず、「哭く」ために強きファイターを求めていた。若き日の巽を「エクセレントなファイター」と評価しており、自身の想像を越えた死闘を繰り広げることになる。激闘の末、巽の手によって意識が遠のいたサクラは死んだ母に再会し、涙することを思い出す。試合後、母の元に旅立つをことを決意したサクラは、その最後の願いを巽に託した。
なお、彼の描いていた巽の肖像画はその後、FAWの社長室の天井に飾られている（地下プロレス総集編に1ページ分の描写が有り。単行本未収録）。現在の巽が「真剣勝負」を志向していないのはサクラの影響による（最後には理解し合えた強敵を、相手の願いとはいえ葬らなければならなかったことから、「真剣勝負」の先にあるものはどちらかの死だと思い知ったため）。
キャラクターのコンセプトはレスリングの座頭市。盲目の挌闘家というアイデアは、相手と組む時に目をつぶるというカーロス・ニュートンに着想を得たとのこと。
久我重明（くが じゅうめい）
元々は原作者夢枕獏の格闘小説『獅子の門』に登場するキャラクターで、原作には登場しない。闇の空手家と呼ばれ（『獅子の門』では萩尾流古武術の使い手）、裏の世界で活躍している。漫画版ではグレート巽の友人で、今後行われる北辰会館VSFAWの抗争でFAW側から参戦する予定。巽に依頼されて秘蔵っ子の鞍馬彦一に「組手」と称して空手を教授した。鞍馬の超人的な身体能力と天性の才能に一時押されたかに見えたが、最後には圧倒的な技量の差を見せつけ鞍馬をKOした。また北辰会館トーナメントに参加している神山徹とは面識がある様子。その出で立ちは異様で、私服は靴からシャツから（推測では下着に至るまで）何もかもが真っ黒である。
板垣恵介曰くモデルは松井秀喜であるとのこと。また、太気拳の師範島田道男のイメージも投影されている。
得意、使用技
- 寸勁
- 蜻蛉斬り
- 下段踵落とし

力王山（りきおうざん）
プロレス王と呼ばれていた、グレート巽の師。ブラジルから引き取った巽に徹底的なシゴキを加えていたが、スナックのトイレにて巽に金玉を潰されたのを苦に、割腹自殺。

#### 北辰会館（板垣恵介版）
松尾象山が創始した実戦派空手団体。全国に門下生を15万人持つ。地上最強を謳い、他流派選手の参加も認める空手道選手権（オープントーナメント）を主催。
松尾象山（まつお しょうざん）
身長178センチメートル 体重100キログラム
北辰会館創設者にして、館長。地上最強に最も近い男で、数限りない伝説を持つ（素手で牛を倒す、手刀で瓶を切る、畳を握って貫くなど）。館長の職にあったため現役から身を退いていたが丹波文七の闘いに触発され、現役復帰を果たしている。達人と称えられながらも、純粋に喧嘩を好む天衣無縫な男。そのカリスマ性は絶大であり、北辰会館トーナメント当日にルール変更、自身が試合に介入しての判定を下すなど自己主張を通す。空手家ではあるが、関節技も使える。
得意、使用技
- 中段正拳突き
- 脇固め
- 前蹴り

姫川勉（ひめかわ つとむ）
身長186センチメートル 体重87キログラム
北辰会館四段の実力者。もともとは伝統派の空手家だったが、北辰会館に道場破りをかけた際、松尾象山に返り討ちにあう。それ以降いつでも松尾象山の首を狙えるという理由から北辰会館に所属し「松尾象山の懐刀」とも呼ばれる。なお北辰会館空手トーナメントには白帯をつけて参加している。端正な顔立ちをしており、空手をする者とは思えないほどの美形。表向きの性格はスマートだが、真剣を用いた練習をしたり、気絶を免れるために舌を噛んだりと、勝利への執着心は非常に強い。だがその実力は本物であり、これまでで闘って負けた者は松尾象山だけである（ただし象山自身は決着を保留している）。泉冴子と交際している。再び松尾象山と闘うために出場した北辰会館トーナメントではノーダメージで勝ち進み、決勝では長田虎王を受け肩を外されるが最後は油断をした長田に上段廻し蹴りの一閃で勝利、優勝した。優勝直後、逃走中の藤巻十三から挑まれた勝負を承諾。藤巻との激しい打ち合いを制し、勝利する。
得意、使用技
- 飛びつき腕ひしぎ十字固め
- 攻撃のイメージ（神山へ正中線への連続攻撃をイメージで伝え、実際にダメージを受けさせた）
- 上段回し蹴り・昇龍脚・降龍脚

堤城平（つつみ じょうへい）
身長167センチメートル 体重80キログラム
北辰会館流の有段者（三段）。小柄な肉体という格闘家として大きなハンデを背負いながら、組み手では体重差40キログラム以上ある相手を押し返す程の怪力とタフネスさを持ち、師である松尾象山から「軽自動車に大型トレーラーのエンジン」と評された。その特性を生かしたラッシュは一撃一撃が重く速く、かつ無尽蔵とも思えるほどに延々と続くという凄まじいもので、プロレスラーとしての強靭さを持つFAWの長田すら一時圧倒した。また関節技や寝技など空手の技法以外の戦い方についても熱心に研究しており、立ち技についてもボクシングなど他流派の格闘技を取り入れるなど、体力面だけではなく技術面でも優れた能力を見せる。丹波との闘いではお互いにダウンを奪い合い、ひたすらに打撃を打ち合うなどまさに死闘を演じたが、覚醒した丹波の虎王によって敗北した。性格は実直かつ寡黙な求道者肌であり、戦いにおいては「勝ちたい」という意思さえ不純な欲望と考えている。冷静で、感情を表に出すことは少ないものの、丹波とは死闘の末に互いを認め合い、友情を芽生えさせている。私生活では花巻運輸で勤務する運送員として働いており、フォークリフトを使わずに560キログラムもの砂袋を1人で運んで同僚達から感心されていた。
立脇如水（たてわき にょすい）
身長192センチメートル 体重118キログラム
北辰会館トーナメント前年度優勝者で「ミスター北辰」の異名を持つ北辰会館のスター選手。ルール改正を「願ってもないこと」と語るなどスター選手としての自信を覗かせていたが、1回戦で対決したFAWの鞍馬に圧倒される。さらにレフェリーの贔屓が裏目に出て鞍馬を怒らせてしまい、サイドチョークを極められた不恰好な状態を観客席に見せ付けられた挙句、垂直落下式ブレーンバスターで失神KOを喫した。
なお原作ではルール改定の不満からトーナメントの出場を辞退しており、漫画版とは逆の立場を取っている。
工藤健介（くどう けんすけ）
身長193センチメートル 体重120キログラム
北辰会館の有段者（段位不明）でトーナメント大会出場者。大会の選手の中で重量級の選手の1人で、見た目はまるで羆。人が羆に勝てないのなら、自分が羆になってしまえばいいという信念を持ち、防御をものともしない剛力で、対戦相手を圧倒する。1、2回戦と突破し、3回戦にて長田と対戦。序盤は持ち前のパワーで長田に手も足も出させなかった上、プロレスラーのお株を奪うドロップキックを放つなど圧倒したが、竹宮流「雛落とし」の前に敗れる。

#### FAW
グレート巽が社長を務めるプロレス団体。北辰会館に対抗して異種格闘技戦の興行を打ち、さらに北辰会館のオープントーナメントにも刺客として鞍馬彦一を送り込む。なお、原作での団体の名称は東洋プロレスである。
グレート巽（グレートたつみ）
本名は巽真（たつみ まこと）。プロレス団体FAWの社長で、自身もプロレスラーとしてリングに上がっている。絶大なるカリスマ性を誇り、その一挙手一投足が観客を魅了する。格闘者としての実力は「松尾象山と唯一対等に闘える存在」と目されるほどで、名実共に象山と双璧をなす存在。かつては「プロレスをボクシングと同レベルのシュートに引っ張り上げる」という理想を抱いており、アメリカにいたころに裏のプロレス界で活躍していた。泣き虫サクラと死闘を繰り広げた後は、試合では真剣勝負を仕掛けられない限りあくまで「プロレス」を演じている。北辰会館空手トーナメント終了後に松尾館長率いる北辰会館との5vs5マッチを行う予定。アゴが大きいのが特徴で、これは本来は打撃に対しては不利なのだが、顔を横に向けて肩にぴったり付けることでほとんどダメージを受けなくなるという。
得意、使用技
- チョークスリーパー

川辺（かわべ）
FAWの指導員、元プロレスラー。独特のしわがれ声で喋る。プロレスを侮って喧嘩を売ってきた若き日の長田を叩きのめし、プロレス根性と関節技を仕込んだ。
梶原年男（かじわら としお）
FAWに所属するプロレスラー。過去に道場破りに来た丹波を返り討ちにしたが、その後大観衆の前で関節技で借りを返されてしまう。北辰館で空手を習得し、黒帯を取っている。小説版では数回に渡り丹波と互角の勝負をするが、漫画版では一度目の再戦で敗北し、鞍馬に控え室でジャイアントスイングでKOされ、巽には手四つで完敗した上に睾丸を片方潰されてしまう。初対面の藤巻に詰め寄った際もあっさり組み伏せられた。北辰館トーナメントでは、同期である長田弘のセコンドを務める。死闘を演じた丹波とも友情を育んだらしく、丹波が堤と対戦した際には、試合前に浮き足立つ丹波に張り手を食らわせ、落ち着きを取り戻させた。
得意、使用技
- チョークスリーパー
- チキン・ウィング・フェイスロック

長田弘（ながた ひろし）
身長183センチメートル 体重123キログラム
FAWに所属するプロレスラー。全身無駄がなく、しかもナチュラルな筋肉に覆われており、無類の打たれ強さを誇る。このタフネスを武器に相手の攻撃を意に介せず耐え切った上で、強烈な大技でしとめるといったファイトスタイルが身上。プロレスラーであることに強く誇りを持っており、プロレスを嘗める相手には容赦ない敵愾心を燃やす。
プロレスラー最強を自らの腕でもって証明するべく、北辰会館空手トーナメントに参加。トーナメントはFAW側の反対を押し切る形で出場しているため、FAW所属選手としてではなく、長田弘個人として参加している。そのためFAWからの公式のサポートは受けていない。また、打倒北辰会館という共通の目的を持った藤巻十三より、竹宮流を伝授されている。北辰会館トーナメントでは決勝戦まで勝ち進み、姫川と対戦。虎王を極めて勝利を確信した長田は、油断から技を解いてしまい、上段廻し蹴りの一閃で敗れた。
板垣版でのデザイン上のモデルは佐々木健介だろうと推測されている。
得意、使用技
- バックドロップ
- パワーボム
- 雛落とし
- 虎王

鞍馬彦一（くらま ひこいち）
身長185センチメートル 体重105キログラム
オリジナルキャラクター。FAWに所属するプロレスラーで、グレート巽の秘蔵っ子としてリングデビューした新人選手。中学時代に陸上の十種競技で学生服でバスケットシューズという出で立ちでありながら、10種目中9種目で当時の高校生の記録と同等、もしくはそれ以上の数値を出したことがあり、それを聞いた巽にスカウトされ、プロレスラーになった。巽と手四つで互角に組み合う程の肉体、技を一度見ただけで会得してしまう能力の高さなど、努力型の長田とは対照的な天才肌の選手である。その戦い方はショープロレス的であり、ただ勝つだけではなく相手に精神的屈辱を与えることも多い。生粋の女好きで彼女が何人もいるらしく、携帯電話が手放せない。北辰会館のトーナメントにFAWの代表として出場する。出場に先立ち久我重明と空手のスパーリングを行い一方的にやられながらも、驚異的な回復力で何度も立ち上がり、さらには短時間で久我の空手術に順応して見せた。
不真面目な性格ながらもプロレスラーとしての自負心は強く、北辰館トーナメントにおいて全てプロレス技で対戦相手を倒したり、片岡相手に胸骨と顎を破壊されながらもプロレスを演じたりした。準決勝では、隠し持ったカッターや会場の椅子で反則攻撃を行い（長田によれば、見た目の派手さとは裏腹に「効かない攻撃」である）、さらに審判に暴行を加えて長田に襲いかかるが、乱入したグレート巽にチョークスリーパーで意識を切り飛ばされ、長田に勝ちを譲る形となった。
脇役レスラーに甘んじている長田に対しては挑発的な態度をとるが実力自体は認めており、準決勝前には長田のことを「怪物」と例えた程であった。また大会中に長田を挑発した際も殴りかかった梶原を一蹴する一方で、先輩としての余裕を見せる長田に対して「自分は上下関係は大事にする」と捨て台詞ながら先輩レスラーとして認める発言を行った。
大会終了後は長髪を坊主に丸め、一から基礎的なトレーニングに打ち込むなど地道な日々を送っていた所を丹波に戦いを挑まれる。プロレスラーとしてではなく敢えて同じ実戦派として戦いを挑むが、実戦に関しては丹波の方が上手であり、刃物の使用をけし掛けられるなどの作戦の前に敗北を喫した。さらに敗北の事実を知ったグレート巽に叱責された上、ライターを使った火炎放射で制裁を受け、フンドシ担ぎからの出直しを命じられた。
得意、使用技
- ブレーンバスター
- ジャイアントスイング
- ヘッドロック

麻田亮（あさだ りょう）
オリジナルキャラクター。FAWに属する色黒で禿頭のロートルレスラー。人気も才能もなく団体のお荷物扱いだが、プロレスの奥義たる連携プレイと反則技を得意とし、丹波襲撃に送り込まれる。
不意打ち、土下座、羽交い絞めして相棒に殴らせるなどの老獪な戦術を駆使して丹波を叩きのめす。さらには顔面にピザを叩きつける等、侮辱の限りを尽くすが、最後は本気を出して「戦争レベルの技術」を解禁した丹波に片目をえぐられ、頬をちぎられる。
犬飼五郎（いぬかい ごろう）
同上、長身のロートルレスラー。
麻田と須黒の連携土下座で油断した丹波を背後から殴り倒し、コブラツイストで拘束。3人がかりで踏みつけて昏倒させたが、最後は本気を出した丹波に片足と多数の歯を蹴り折られる。
須黒康介（すぐろ こうすけ）
同上、オールバックのロートルレスラー。通称「康ちゃん」。
麻田、犬飼と連携して丹波を追い詰め、コンクリートの地面に躊躇なくダブルアームスープレックスで叩きつけた。最後は本気を出した丹波に噛み付きで応戦するが、丹波の着衣が強靭なジーンズだったため振りほどかれ、歯を根こそぎ失った上に蹴り倒される。

#### 竹宮流柔術
古流の柔術。日本にわずかに残る実戦柔術。その体系は常に生死を考慮した存在であり、体術のみならず、隠し武器および闘っている場所にある全ての物を利用して闘うことにまでいたる。「虎王」他、数々の奥義を持つ。
泉宗一郎（いずみ そういちろう）
竹宮流柔術の宗家。娘は泉冴子。丹波文七と立会い敗北を喫している。しかし、老いにより武道家としてのピークを過ぎる前に全力で闘えたことに対して丹波文七に感謝しており、後に竹宮流の技を伝授している。また、北辰会館の選手にも顔が利くらしく、姫川勉、堤城平とは旧知の仲である。引退した身でも常に道着を持ち歩いており、北辰空手トーナメントで奇縁にも出会った藤巻に、その道着を託した。
得意、使用技
- 虎王

藤巻十三（ふじまき じゅうぞう）
泉宗一郎の弟子であり、竹宮流柔術の使い手。かつて泉冴子を襲った強盗を殺害し逃走したために指名手配される身に。冴子には偏執的で歪んだ愛情を持ち、冴子に認められたいということが彼の闘いの動機でもあり、丹波文七、姫川勉、そして松尾象山を倒すべき敵として狙っている。同時に竹宮流であるという自負心の強さを持ち、宗一郎が丹波に虎王を伝授したと知ったときは激怒した。北辰空手の実力者を闇討ちにかけて丹波をおびき出し、松尾象山に野試合を仕掛けるなどしていたが、やがて松尾一門を倒すという志を同じくした長田に竹宮流を伝授する。トーナメント前夜、追われている身を自覚していた藤巻は一方的に長田へ絶縁を宣言するが、変装をした上でこっそりトーナメントを参観しており、長田が窮地に陥る場面で思わず変装を取ってしまい、さらには決勝戦において、虎王を極めながらも敗北を喫した長田を目の当たりにした藤巻は、観衆の中にもかかわらず、名乗りを上げて姫川勉に勝負を挑む。姫川に地被りを喰らわせるもいま一歩のところで一本は取れず、壮絶な打ち合いになり飛び蹴りを繰り出すもそれを利用する投げ技を受け敗れた。泉宗一郎にその才能を光ある場所で闘えないことを惜しまれる程の実力者。大会終了後は泉宗一郎、松尾象山から自首を薦められ、一旦は承諾するも結局は藤巻（自分）らしさを尊重し警察をなぎ倒して逃走した。
モデルとなっているのは10代の新弟子時代の千代の富士。
得意、使用技
- 虎王
- 地被り
- 櫓落とし

#### 北辰会館オープントーナメントの主な出場者
今回の大会ルールは、オープンフィンガーグローブを着用しての顔面攻撃、および時間制限付の寝技を認めるというものであった。しかし大会開始直後に、長田の挑発と松尾象山の鶴の一声により、投げ技、組み技と寝技時間無制限というルールに変更された。
井野康生（いの こうせい）
身長183センチメートル 体重100キログラム
講道館柔道からの出場で、オリンピックの100キロ級金メダリスト。その格闘センスは計り知れない。空手はビデオを見た程度でありながら、1回戦を相手の蹴り足を掴んでの一本背負いで勝利。2回戦では長田と闘い、一本背負いや大外刈りなどで何度も長田を投げ飛ばし、メダリストの実力を見せ付けた。もう一歩の所まで長田を追い詰めたが、三角絞めに移った所をパワーボムで返され敗退。自分に何度投げられても先に立ち上がる長田には、試合中ながらに憧憬を抱いてしまっていた。
得意、使用技
- 三角絞め
- 背負い投げ

片岡輝夫（かたおか てるお）
身長182センチメートル 体重95キログラム
人間凶器集団とも呼ばれる空手道・志誠館からの出場。その鍛錬は痛みに耐えることが身上とされる。砂利を押し固めた砂袋に対して拳足を全力で打ち込み、振り子状の砂袋を顔面に叩き付けるなど、常軌を逸しているが、そこから生まれる攻撃力、耐久力は凄まじい。考え方は昔ながらの空手家そのもので、まさに現代の侍であり、その精神は負けた時に正座の姿のまま気絶するほど浸透している。砂袋の叩きすぎで拳の形が変形しており、その形を保つために数時間毎に壁などを叩いている。
1回戦では上段蹴りの蹴り足を頭突きで粉砕し、2回戦では上段蹴りが顔面にまともに入ったにもかかわらず耐え抜き、中段正拳突きで勝利する。しかし、3回戦にて鞍馬の策略の前にプロレスを演じ、さらにバックドロップを喰らい失神負け。ただ本人は、これはこれでいい経験と思っている。
原作小説では、片岡はルール改定を不服としてトーナメントへの出場を取り止めている。また、志誠館は、夢枕獏著の小説『空手道ビジネスマンクラス練馬支部』にて主人公が入門する流派である。
得意、使用技
- 親指一本拳
- 中段正拳突き

安原健次（やすはら けんじ）
身長176センチメートル 体重71キログラム
キックボクシングからの出場で、タイではランキング入りする程の実力者。大会中最軽量の選手。タイツ1枚で試合に臨む長田の姿を見て、幼年部時代に北辰館で取得した黄帯（6級）をトランクスの上に締めるという姿で出場している。頬に恋人からのキスマークを入れたまま試合に臨むなど不遜な行動をとるが、60キロも重い北辰会館の巨漢ドルゴスを相手に打撃で押し勝つ程の、軽量級離れした攻撃力を持つ。2回戦では鞍馬の挑発に乗り、自分の彼女を賭けて鞍馬と闘う。34キロ重い鞍馬に終始押される形となるもキックボクサーの意地を見せ、鞍馬の蹴りをかわしての跳び蹴りで一矢報いる。その後怒涛のラッシュを仕掛けるも、最後はヘッドロックで落とされて敗北。試合後彼女に、鞍馬共々一喝された。
畑幸吉（はた こうきち）
身長175センチメートル 体重71キログラム
古武道・拳心流からの出場。大会中最軽量の選手。普段は合気道のような型稽古のみの鍛錬を行っている模様。おとなしめな外見ながらも、道場内での実戦稽古において、危険な禁じ手の使用を肯定する程の闘争心と獣性を秘める。1回戦では型稽古とは異なる波状攻撃に苦しみながらも、型の中にしかないと思われた裏固めで勝利。2回戦は正拳突きをかわしての脇固めで勝利。3回戦では相手の蹴り技を、足が額に触れてからキャッチして膝関節を極めるという離れ業をやってのけ勝利した。準決勝では、北辰館の姫川勉と対戦。自らの左腕を犠牲にし、立った状態から地面に後頭部を叩きつける「切り落とし」を仕掛けるも、刹那の差で姫川から後頭部へ変則な上段蹴りを喰らって失神。一本負けとなったが、直後に起き上がった畑はその記憶が無く、再び姫川に攻めかかる。しかし、頭部を上下より同時に蹴り込まれ（虎王の変形）なおも失神。一試合で二度の敗北を喫すことになった。
得意、使用技
- 切り落とし
- 根止め

川田治（かわだ おさむ）
テコンドーからの出場。全日本二連覇の経歴をもつ。1回戦で北辰館、君川京一の右ローキック一発でKOを負けを喫した。
原作ではルール改定を不服としてトーナメントへの出場を取り止めている。
椎名一重（しいな かずえ）
身長195センチメートル 体重123キログラム
日本拳法からの出場。日本拳法全日本選手権で五連覇している。髪を金髪に染めているが、最短の挙動で相手を倒すという武道家精神は忘れていない。1、2回戦をどちらも直突きで勝利するが、3回戦では、畑の型稽古に学んだ関節技の前に敗れた。
原作での名前は「椎野一重」であり作中でも時折そう表記されていたが、次第に「椎名一重」で統一されていった。ゲーム『餓狼伝 Breakblow Fist or Twist』においても「椎名一重」名義で登場。
原作ではルール改定によりトーナメントへの出場を取り止めた伝統派空手の選手だった。
得意、使用技
- 直突き

畑中恒三（はたなか こうぞう）
身長181センチメートル 体重105キログラム
フリースタイルレスリングからの出場で、レスリングをケンカに使ったらどれほど強いのか試したくて出場した。世界選手権で一回優勝、一回準優勝、国内選手権では二度の優勝をしている。1回戦ではバック投げから相手の腕を脱臼させて勝利するが、2回戦では椎野の直突きの前に敗北する。アスリートらしくその練習方法は合理的で、空手の鍛錬のような根性論的な要素を、真っ向から否定している。
神山徹（かみやま とおる）
身長175センチメートル 体重74キログラム
伝統派空手からの出場で、寸止めの出身ながら別格の実力者。久我重明と面識がある様子。1回戦、2回戦ではフルコンタクトルールの中にもかかわらず、寸止めで相手に敗北を認めさせている。3回戦にて姫川勉と対戦。敵愾心を露にし、空手の嘘と凶暴性を観客に示すため、寸止めをやめて挑む。しかし姫川には全く触れられず、隙が出来たところへ、姫川が攻撃のイメージを神山へぶつける。直接的な肉体へのダメージは無かったものの、正確な攻撃の映像を鮮明に捉えた神山の身体は反応し、ダウンを喫した。心へ負ったダメージは深刻で、立ち上がることなく敗北した。
大会終了後は、試合後の象山の予測通り一線を退こうと決意し、丹波に対して、共に青少年育成のための空手道を追求しようと申し出るが、その丹波との対話を通じて、再び武としての空手道を歩むと決める。
73話と110話に外見のみの描写があったが、セリフ入りで本格的に登場した128話で外見上のデザインが大きく変更され、以降は老年(51歳)の男性として描かれるようになった。
原作ではルール改定を不服としてトーナメントへの出場を取り止めている。
得意、使用技
- 寸止め

チャック・ルイス
身長198センチメートル 体重95キログラム
ボクシングヘビー級からの出場で、現在ベルトに最も近い男と言われている。ヘビー級ボクサーらしく1回戦は超遠間からの左ジャブ一撃で勝利している。2回戦では神山と闘い、滅多打ちにしているが、実は全ての打撃に対して神山の寸止め攻撃が先に繰り出されていた。そのことを本人は気づいていたため、松尾象山の指摘に従い、自ら負けを認める。
得意、使用技
- ジャブ（ライトヘビー級の左ストレート、正拳逆突きに相当する威力を持つ）

#### その他の登場人物（板垣恵介版）
泉冴子（いずみ さえこ）
泉宗一郎の一人娘。姫川勉と交際している。藤巻十三に好意を持たれているが、意に介していない様子である。かつて自宅に押し入った強盗に強姦されてしまい、その場を目撃し逆上した藤巻は冴子の目の前で強盗を投げ殺してしまった。
引木（ひきぎ）
後輩を引き連れて北辰会館トーナメントを取材する記者。格闘に関する造詣は深く、出場する多くの格闘家にインタビューをとっている。未曾有の大会と化した今大会を精力的に取材して回る。作中において狂言回しや解説役に相当するキャラクター。
チェ・ホマン
北辰会館トーナメントの観客の1人だが、松尾象山が長田、姫川とのハンデを埋めるために対戦相手に指名されたアジア大陸最大の漢（おとこ）。マネージャーに制止されるが松尾象山に素人呼ばわりされたことにより試合を受ける。松尾象山の肩を掴み殴りかかるが、簡単にあしらわれ、松尾象山の顔面への正拳突きおよび、ボディーへの正拳突き連打により倒される。
村瀬豪三（むらせ ごうぞう）
強者を求める長身の青年。都内数カ所の格闘技道場に通っており、二十点ずつ六課目修めれば百点満点の武術家にも勝てるとの持論を持っている。満遍ない技術と桁外れの怪力、そして奇襲を得意としており、泉宗一郎、伊達潮、堤城平など錚々たる猛者を倒した。

### 餓狼伝BOY
『餓狼伝BOY』（がろうでんボーイ）は原作・夢枕獏、作画・板垣恵介による日本の漫画。『週刊少年マガジン』（講談社）より2004年7号から同年32号まで連載。全19話。コミックス全2巻。2012年には秋田書店から上下巻で新装版が発行された。
主人公・丹波文七の中学生時代を描いたストーリー。丹波の強さを求める原点が描かれる。権力で最強を目指す少年、木戸新一が登場し、異なる面から最強を目指す少年2人の交流を通じて物語は進む。

### 真・餓狼伝
『真・餓狼伝』（しん・がろうでん）は原作・夢枕獏、作画・野部優美による日本の漫画。『週刊少年チャンピオン』（秋田書店）にて、2013年11号から2014年26号まで休載を挟んで連載された。全56話。コミックスは秋田書店少年チャンピオン・コミックスより全6巻。
明治37年（1904年）を舞台に丹波文吉（たんば ぶんきち）を主人公とし、父・久右衛門の仇となる講道館・嘉納治五郎との因縁、前田光世との闘い。古武術丹水流柔術の因縁が描かれる。キャッチコピーは「明治格闘純史」。
書籍情報
- 『真・餓狼伝』原作：夢枕獏、漫画：野部優美、秋田書店〈少年チャンピオン・コミックス〉、全6巻
  1. 2013年6月1日発売[9]、ISBN 978-4-253-22201-3
  2. 2013年8月1日発売[10]、ISBN 978-4-253-22202-0
  3. 2013年11月1日発売[11]、ISBN 978-4-253-22203-7
  4. 2014年2月1日発売[12]、ISBN 978-4-253-22204-4
  5. 2014年5月8日発売[13]、ISBN 978-4-253-22205-1
  6. 2014年7月8日発売[14]、ISBN 978-4-253-22206-8

## 登場流儀流派と技

### 竹宮流（流派と技）
江戸時代中期、泉彦次郎によって柳生新陰流から、徒手武術のみを独立させたとされる。竹宮流においては関節技は葛（かずら）と総称され、相手を投げた瞬間に技に入り、投げ終えたときには極めているものが多い。
千鳥（ちどり）
葛技の1つ。相手を前屈みの姿勢にし、両手首を掴んで捻り上げ頭部を両足で挟み込む。
片羽千鳥（かたはねちどり）
葛技の1つ。片腕を捻り上げ、その腕の付け根をまたいで、尻を肩に落としてさらに腕を絞り上げる。作中では片羽千鳥の変型技と虎王（後述）を組み合わせて使用している。
千鳥落（ちどりおとし）
葛技の1つ。千鳥の体勢から体重をかけて相手の頭を地面に叩き付け、そのまま両肩の骨を同時に外す。
横千鳥（よこちどり）
葛技の1つ。相手をうつぶせの状態から腕挫十字固の形で相手の片腕を掴み腕の付け根を両足で挟む。片足で相手の後頭部を、もう一方の足で背中を抑え、同時に両足の先で相手の反対側の腕を絡めとる。
裏千鳥（うらちどり）
葛技の1つ。仰向けにした相手を、横千鳥と同じ体勢で極める。
仰月（ぎょうげつ）
立った姿勢で、背後から相手の顎の下に腕を潜り込ませ、首をねじって斜め上方を見上げる形に極める。この技に相手の片腕を絡め取る変型の片羽千鳥を組み合わせると、チキン・ウィング・フェイスロックと同様の形となる。
虎王（こおう）
両足で相手の頭を挟む打撃技。自分の両脚を虎の顎（あぎと）に見立てた技で、虎が獲物の頭部を、その巨大な上顎と下顎で噛み、延髄に牙を突き立ててとどめを刺すことが、虎王という名の由来となっている。両脚の間に相手の頭部を挟むという形で打撃技が決まれば竹宮流では多少の変型も虎王とみなされ、片羽千鳥と組み合わせたもの以外にも様々なバリエーションがある。作中で丹波が使用したのは、拳打に飛びつき、両足で相手の頭を蹴り挟んだ後、取った腕をそのまま捻り上げ、肩関節を極めた形で相手を顔面から地面に叩きつけるというもの。夢枕獏氏は名称だけ決めて劇中に登場させていたが、いざ詳細を描くという段に具体的な形は板垣恵介氏に考えてもらっている。
雛落とし（ひなおとし）
両腕を交差させて相手の両襟を捕り、下腕を喉の下に入れて、そのまま背負投の要領で頭から投げ落とす。落ちる際、喉に極めた下腕が体重を乗せたワンハンド・チョークとなり、相手の喉を圧し潰す。技の名は「雛人形の首を落とす」という意味合いでつけられた。
地被（じかぶり）
板垣版のオリジナル技。目を打って視覚を奪いつつ後帯を捕り、急回転させて頭から落とす。受け手は平衡感覚が狂うため、受身を誤りやすい。

### 拳心流
板垣版オリジナルの登場。詳細は不明であるが300年の歴史を誇るとされている。
切り落とし（きりおとし）
合気道の四方投げのような状態から、投げるのではなく、真下に落とす。成功すれば再起不能に追い込むとされる魔技。
根止め（ねどめ）
一本拳を口中に突き入れ窒息せしめる。八代目師範が熊との対決で編み出したものという。

### 葵流（流派と技）
尾張家の主君のみに技が継承される古武術。元々は九神流と呼ばれていた。明治維新後は野に下り葵流として一子相伝の伝承を続ける。明治九年十七代目当主葵治平が渡米、葵一族はアメリカで暮らす。
百日紅（さるすべり）
変形腕緘。掛けられた相手の脇腹と極められた腕が一直線になる。
犬牙（いぬきば）
アキレス腱固めの変形。犬が脹脛に牙を突き立てることから名付けられた。
無寸当（むすんあて）
寸勁と同様の技術で距離を必要としない打撃法。
雷神（らいじん）
葵流における肘を用いた当身技。
無寸雷神（むすんらいじん）
距離がない状態で肘の肉の部分を用いて打撃を行なう。無寸当と雷神の組み合わせ。相手に全く傷を負わせず脳震盪だけ起こさせることができる。
波兎（なみうさぎ）
葵流の足取り技。草原に居る兎を素手で捕まえられる速度、呼吸のタイミング。
指穿（しせん）
指先で相手を突く。板を穿つことが可能。
泥田捻り、田螺（たにし）
巻き技。ヒールホールド。
浮羽（うきは）
宙に浮いた羽毛のように、攻撃を他へ逃がす。スリッピング・アウェー。
地神受け
掌底で下方に向かって打つ技。
菱打ち（ひしうち）
足の親指の先で相手を打つ技。人差し指を重ねて2本で打つことで、親指の骨が折れないよう補強する。技名は、重ねた2本の指の形が菱の実に似ていることからつけられた。
うわばみ
一度相手に関節技をかけたら、決して逃さずに極める。蛇が相手の体に噛みついたら、それが体のどの部位であってもそのままゆっくりと飲み込んでゆくことからついた技名。関節技の中の特定の技ではなく、相手を逃がさない動きの全体、流れをいう。

### ガルシーア柔術（ブラジリアン柔術）
前田光世がブラジルに渡り伝えた柔術をガルシーア一族らによって、更に改良、発展させたもの。
最強のシステム
胴タックルでテイクダウンを取り、可能ならそのまま逆十字固めに移行、あるいはマウントポジションでパウンド、相手がエスケープしようとバックマウントになった際は、耳を叩き三半規管を攻撃しながらスリーパーホールドを極める。それら一連の動作を1つのシステムと捉え、グランドでの打撃等、あらゆる攻撃が許されたバーリトゥードでは最強であるとしている。

### スクネ流（須玖根流、菊式、御傍の流れ）
皇室の御傍守（ボディーガード）を務めていた、東一族が使う武術（東一族は皇族との血の繋がりはない）。帝を暗殺から守り、奪われて利用される可能性を考え、武器は一切身に付けない。また、毒見役も兼ねていたため毒の知識が豊富であり、毒（薬）を使った技（菊式、御傍の流れなどと呼ばれる）を使う。そのため技の名前と使う薬の名前は同一。明治維新後、天皇家から離れ、その豊富な毒と薬の知識から東製薬を設立する（GHQに伝承を禁じられたという説もあり）。現在は継承者が途絶えているが、姫川曰く奥伝書に詳細が記されており、それに習い現代に復活させることが可能である。
無寸雷神（むすんらいじん）
接触した状態から相手の頭部を両手で押さえ、ほぼ同時に、ごくわずかにタイミングをずらして左右の掌から寸勁を放つ。
啖水（たんすい）
予め服用させた啖水により、相手に暗示を掛けやすくし、「攻撃が当たらない」という暗示を掛け、微妙な体捌きで攻撃を避ける。
離桜（りおう）
詳細不明。前田光世を死に至らしめたとされる。
不知火（しらぬい）
相手の顔や傷口、粘膜などに薬を塗りつけ、神経を麻痺させる。
不死葛

## 映画
1995年に日本ビクターと東北新社の共同製作により映画化される。監督は佐々木正人。丹波文七役に極真空手家の八巻建志、梶原年男役にプロレスラーの石川雄規と、実際の格闘家を起用。物語を忠実に再現した、リアリティー溢れる映画となった。

## ゲーム
2005年11月17日に、テレビゲームのPlayStation 2対応のゲームソフト『餓狼伝 Breakblow』が発売。板垣恵介が担当した漫画版をゲーム化したもので、ジャンルは3Dの対戦型格闘ゲーム。ゲストキャラクターとして『グラップラー刃牙』の範馬勇次郎が登場する。
2007年3月15日には第2弾『餓狼伝 Breakblow Fist or Twist』が発売され、漫画に登場しなかった原作キャラクターや、力王山の戦いも盛り込まれている。
相手の攻撃を喰らいながらでも攻撃を打ち返すことができる、肉体ゲージが無くなっても精神ゲージを押し切らないと勝利にならない、精神ゲージが減っていき「鎖が切れる」と強力な奥義を繰り出せるなど、既存の格闘ゲームからはやや離れ、餓狼伝テイストの強いゲームに仕上がっている。

## テレビアニメ
『餓狼伝: The Way of the Lone Wolf』のタイトルで2024年5月23日にNetflixにて全世界独占配信された。藤巻十三を主人公としている。

### スタッフ
- 原作 - 夢枕獏[17]
- 監督・キャラクターデザイン・総作画監督 - 碇谷敦[17]
- 副監督 - 又賀大介[17]
- シリーズ構成 - 村井さだゆき[17]
- キャラクターデザイン・総作画監督 - 河合桃子[17]
- 総作画監督 - 浅利歩惟[17]
- メインアニメーター - 松原豊、竹知仁美[17]
- 動画監督 - 張逸暉[17]
- 撮影監督 - 高木翼[17]
- 美術設定 - 曽野由大[17]
- 3DCGディレクター - 三田邦彦[17]
- 色彩設計 - 岡田絵美子[17]
- 編集 - 木村祥明[17]
- 音楽 - 上田剛士[17]
- 音響ディレクター - 小泉紀介[17]
- サウンドエディター - 勝俣まさとし[17]
- アニメーションプロデューサー - 須田泰雄[17]
- 制作 - NAZ[17]

### 主題歌
「FIGHT & PRIDE」
AA=によるオープニングテーマ。
「CRY BOY」
AA=によるエンディングテーマ。